# Революционный совет (Нигерия)
Революционный совет Нигерии — (англ.  Revolutionary Council ), высший орган государственной власти Нигерии, созданный для управления страной молодыми офицерами нигерийской армии во время переворота 15 января 1966 года. О создании Совета было объявлено в Кадуне вечером того же дня, однако из-за противодействия высшего командования армией он не смог взять на себя полное управление страной.

## Переворот 15 января и заявление о создании Революционного совета
Ночью на 15 января 1966 года группа молодых офицеров нигерийской армии (в основном майоров и капитанов в возрасте 25-30 лет) подняла военный мятеж в Лагосе, Ибадане и Кадуне, в ходе которого были расстреляны премьер-министр Нигерии А. Т. Балева и другие высшие руководители государства и армии. Однако заговорщики вскоре потеряли инициативу в столице, где командование вооружёнными силами начало брать обстановку под свой контроль, но при этом сохранили свои позиции на севере страны, в Кадуне. Вечером 15 января один из главных руководителей мятежа майор Патрик Чукума Нзеогву выступил по радио Кадуны и заявил о создании Революционного совета Нигерии, призванного возглавить страну, восстановить в ней порядок и провести жёсткие мероприятия по борьбе с коррупцией и этнической враждой. Нзеогву огласил длинный список преступлений, за которые отныне предполагалась смертная казнь. В их число вошли «<…>грабежи, поджоги, гомосексуализм, насилия, хищения, взяточничество, коррупция, противодействие революции, саботаж, подрывная деятельность, паникёрство, пособничество иностранным захватчикам», «..уничтожение приказов и других официальных объявлений, вывешиваемых на улицах» и др. Нзеогву заявил, что «колебание в оценке событий, выжидательная позиция, а также отказ открыто заявить о своей лояльности революции» будут рассматриваться Революционным советом как проявление враждебности и караться по усмотрению местного военного начальника. Суровые наказания были обещаны за «выкрикивание лозунгов, бездельное хождение по улицам и хулиганство».

## Цели Революционного совета
В том же выступлении майора Нзеогву говорилось: 
Цель революционного совета – создать сильную, объединённую, процветающую страну в которой не было бы места коррупции и междоусобицам … Мы считаем своими врагами политических барышников, мошенников, тех, кто берёт взятки и требует за выполнение своих обязанностей десять процентов, кто стремиться сохранить страну постоянно расколотой, с тем, чтобы самим беспрепятственно занимать министерские и другие высокие посты, кто распределяет должности только среди своих соплеменников и сородичей, кто позорит страну в глазах мировой общественности .

## Предполагавшийся состав Революционного совета
Майор Нзеогву не огласил состав Совета в своём выступлении. Вероятнее всего, что в него автоматически должны были войти главные руководители офицерского заговора и вооружённого выступления 15 января:
| Порядок | Портрет | Имя                                                   | Звание  | Должность                                                 |
| ------- | ------- | ----------------------------------------------------- | ------- | --------------------------------------------------------- |
| 1.      |         | Эммануэль Ифеаджуна Emmanuel Ifeajuna                 | майор   | начальник штаба 2-й бригады, Лагос                        |
| 2.      |         | Патрик Чукума Нзеогву Patrick Chukwuma Kaduna Nzeogwu | майор   | старший инструктор Нигерийского военного колледжа, Кадуна |
| 3.      |         | Дон Окафор Don Okafor                                 | майор   | командир Федеральной гвардии (почётный караул), Лагос     |
| 4.      |         | Тим Онвуатегву Tim Onwuategwu                         | майор   | инструктор Нигерийского военного колледжа, Кадуна         |
| 5.      |         | Крис Ануфоро Chris Anuforo                            | майор   | рота разведки, Лагос                                      |
| 6.      |         | Хемфри Чуквука Humphrey Chukwuka                      | майор   | пехота, Лагос                                             |
| 7.      |         | Адевале Аденойега Adewale Ademoyega                   | майор   | пехота, Лагос                                             |
| 8.      |         | Эммануэль Нвобоси Emmanuel Nwobosi                    | капитан | артиллерия, Ибадан                                        |
| 9.      |         | Бен Гбулие Ben Gbulie                                 | капитан | инженерные войска, Ибадан                                 |
| 10.     |         | О. Оджи O. Oji                                        | капитан | пехота, Лагос                                             |

## Реальное положение дел. Несостоятельность Революционного совета
Революционный совет Нигерии, о создании которого заявил майор Нзеогву, скорее всего, не успел оформиться организационно (по крайней мере, у исследователей нет никаких данных, подтверждающих его существование как оформленной правительственной структуры). И в реальности это вряд ли было возможно. Главный руководитель попытки переворота майор Эммануэль Ифеаджуна и руководивший арестом и расстрелом премьер-министра Балевы майор Дон Окафор ещё утром того же дня не смогли сохранить контроль над Лагосом и выехали в Энугу, где после скрывались несколько дней до своего бегства в Гану. Захватившие власть в Ибадане капитаны Эммануэль Нвобоси и Бен Гбулие выступили в направлении Лагоса, но были задержаны верными правительству войсками. В Кадуне кроме Нзеогву, из мятежных майоров находился только его сослуживец по Военному колледжу майор Тим Онвуатегву. Связи между собой руководители неудавшегося переворота, скорее всего, уже не имели — за несколько часов до вечернего заявления Нзеогву по радио (к полудню 15 января) основные силы нигерийской армии подтвердили свою верность командующему армией генерал-майору Джонсону Агийи-Иронси. Власть не существовавшего фактически Революционного совета была признана только в Кадуне и на прилегающих территориях Северной области Нигерии. На следующий день в резиденцию майора Нзеогву потянулись за инструкциями и указаниями постоянные секретари региональных министерств и другие чиновники, но майор не обладал знаниями в вопросах управления. 18 января 1966 года после телефонных переговоров с Лагосом он согласился на компромисс, признал новое правительство и вылетел в столицу. Вскоре Чукума Нзеогву оказался в одной из восьми тюрем Нигерии, по которым разместили руководителей выступления 15 января.